# دوري سان مارينو 2008–09
دوري سان مارينو 2008–09 (بالإيطالية: Campionato Dilettanti 2008-2009)‏ هو الموسم 22 من  دوري سان مارينو. أشرف على تنظيمه اتحاد سان مارينو لكرة القدم، وكان عدد الأندية المشاركة فيه  18، وفاز فيه تري فيوري.